# ناحیه قلعه المضیق
ناحیه قلعه المضیق (به عربی: ناحیة قلعة المضیق) یک ناحیه در سوریه است که در منطقه سقیلبیه واقع شده‌است. ناحیه قلعه المضیق ۸۵٬۵۹۷ نفر جمعیت دارد.